# Terrafugia TF-X
Terrafugia TF-X je koncept/studie létajícího automobilu se schopností VTOL společnosti Terrafugia, která již vyvinula typ Terrafugia Transition. Vývoj byl oznámen 7. května 2013, firma předpokládá zahájení sériové výroby někdy kolem roku 2021.

## Popis
Čtyřmístný TF-X má být vybaven překlopnými rotory podobně jako např. konvertoplán Bell Boeing V-22 Osprey, které mu umožní svislý start a přistání (VTOL), čímž odpadá nutnost rozjezdové/přistávací dráhy. Po vzletu se rotory sklopí a úlohu hlavní pohonné jednotky převezme tlačná vrtule na zádi. Má být vybaven elektromotory se samonabíjecími bateriemi a záchranným padákovým systémem v případě selhání motorů. Stroj bude obsahovat autopilota se schopností automatického přistání v případě potíží a s technologií, která se dokáže vyhnout leteckému provozu, špatnému počasí či zakázaným letovým zónám.
Maximální rychlost se má pohybovat okolo 320 km/h a dolet kolem 500 mil (800 km).